# Mistrzostwa Austrii w Skokach Narciarskich 2017
Mistrzostwa Austrii w Skokach Narciarskich 2017 – zawody rozegrane w dniach 7-8 października 2017 roku na skoczni dużej w Bischofshofen oraz na skoczni normalnej w Villach w celu wyłonienia mistrza Austrii w skokach narciarskich. Obrońcami tytułu byli Manuel Fettner na skoczni dużej i normalnej oraz Jacqueline Seifriedsberger w rywalizacji kobiet.
Konkurs indywidualny na skoczni dużej wygrał Michael Hayböck z przewagą prawie półtora punktu nad Gregorem Schlierenzauerem. Trzecie miejsce zajął Stefan Kraft, który do zwycięzcy stracił niespełna pięć punktów. Tytułu nie zdołał obronić Manuel Fettner, który został sklasyfikowany dopiero na dziesiątej pozycji. W zawodach udział wzięło trzydziestu czterech zawodników.
Następnego dnia zawody przeniosły się na skocznię normalną Villacher Alpenarena. Na początku rozegrano zawody w kategorii panów. Tam ponownie najlepszym okazał się być Michael Hayböck, który z przewagą ponad siedmiu punktów wyprzedził drugiego Stefana Krafta. Podium uzupełnił Manuel Fettner, któremu do obrony tytułu zabrakło nieco ponad czternaście punktów. Na skoczni normalnej wystartowało pięćdziesięciu sześciu skoczków.
W rywalizacji kobiet zwyciężyła Chiara Hölzl. Drugie miejsce zajęła obrończyni tytułu Jacqueline Seifriedsberger ze stratą niecałych czterech punktów. Na trzecim miejscu zawody ukończyła Elisabeth Raudaschl. Straciła ona niespełna trzydzieści punktów do drugiej pozycji. W konkursie udział wzięło dziesięć zawodniczek.

## Wyniki

### Konkurs indywidualny mężczyzn [HS140]
| M   | Zawodnik              | Region         | Seria 1 | Seria 2 | Punkty |
| --- | --------------------- | -------------- | ------- | ------- | ------ |
| 1.  | Michael Hayböck       | Oberösterreich | 137,0 m | 135,5 m | 275,3  |
| 2.  | Gregor Schlierenzauer | Tirol          | 137,5 m | 135,5 m | 274,0  |
| 3.  | Stefan Kraft          | Salzburg       | 132,0 m | 140,0 m | 270,5  |
| 4.  | Daniel Huber          | Salzburg       | 131,5 m | 133,0 m | 255,0  |
| 5.  | Clemens Aigner        | Tirol          | 130,0 m | 133,0 m | 254,3  |
| 6.  | Manuel Poppinger      | Tirol          | 128,5 m | 131,0 m | 248,1  |
| 7.  | Markus Rupitsch       | Kärnten        | 129,5 m | 130,0 m | 246,1  |
| 8.  | Janni Reisenauer      | Salzburg       | 124,5 m | 136,5 m | 244,3  |
| 9.  | Thomas Lackner        | Tirol          | 125,5 m | 135,0 m | 243,2  |
| 10. | Manuel Fettner        | Tirol          | 131,5 m | 124,5 m | 241,0  |
| ... |                       |                |         |         |        |

### Konkurs indywidualny mężczyzn [HS98]
| M   | Zawodnik         | Region         | Seria 1 | Seria 2 | Punkty |
| --- | ---------------- | -------------- | ------- | ------- | ------ |
| 1.  | Michael Hayböck  | Oberösterreich | 101,5 m | 96,0 m  | 264,4  |
| 2.  | Stefan Kraft     | Salzburg       | 101,0 m | 94,5 m  | 257,0  |
| 3.  | Manuel Fettner   | Tirol          | 95,5 m  | 98,0 m  | 250,1  |
| 4.  | Daniel Huber     | Salzburg       | 98,5 m  | 96,0 m  | 250,0  |
| 5.  | Clemens Aigner   | Tirol          | 97,0 m  | 94,0 m  | 246,2  |
| 6.  | Stefan Huber     | Salzburg       | 96,5 m  | 96,5 m  | 245,9  |
| 7.  | Markus Schiffner | Oberösterreich | 97,0 m  | 96,0 m  | 245,6  |
| 8.  | Clemens Leitner  | Tirol          | 92,5 m  | 96,0 m  | 234,3  |
| 9.  | Manuel Poppinger | Tirol          | 92,5 m  | 94,0 m  | 233,1  |
| 10. | Thomas Diethart  | Oberösterreich | 92,5 m  | 93,0 m  | 232,9  |
| ... |                  |                |         |         |        |

### Konkurs indywidualny kobiet [HS98]
| M   | Zawodniczka                | Region         | Seria 1 | Seria 2 | Punkty |
| --- | -------------------------- | -------------- | ------- | ------- | ------ |
| 1.  | Chiara Hölzl               | Salzburg       | 92,0 m  | 79,5 m  | 207,1  |
| 2.  | Jacqueline Seifriedsberger | Oberösterreich | 89,0 m  | 82,5 m  | 203,7  |
| 3.  | Elisabeth Raudaschl        | Oberösterreich | 82,5 m  | 77,5 m  | 176,2  |
| 4.  | Sophie Mair                | Oberösterreich | 77,5 m  | 77,0 m  | 157,2  |
| 5.  | Eva Pinkelnig              | Vorarlberg     | 75,5 m  | 75,5 m  | 155,9  |
| 6.  | Claudia Purker             | Salzburg       | 70,0 m  | 72,5 m  | 140,2  |
| 7.  | Marita Kramer              | Salzburg       | 74,0 m  | 69,0 m  | 132,8  |
| 8.  | Lisa Eder                  | Salzburg       | 70,5 m  | 70,0 m  | 128,0  |
| 9.  | Sophie Sorschag            | Kärnten        | 61,5 m  | 60,5 m  | 84,2   |
| 10. | Eva Hubinger               | Steiermark     | 58,0 m  | 59,0 m  | 74,8   |
| –   | Timna Moser                | Tirol          | dns     | dns     | dns    |